# Kukkalahalli, Dod Ballapur
Kukkalahalli là một làng thuộc tehsil Dod Ballapur, huyện Bangalore Rural, bang Karnataka, Ấn Độ.